# Dichrooscytus flavescens
Dichrooscytus flavescens är en insektsart som beskrevs av Knight 1968. Dichrooscytus flavescens ingår i släktet Dichrooscytus och familjen ängsskinnbaggar. Inga underarter finns listade i Catalogue of Life.